# Guglielmo Morisetti
Walter Guglielmo „William“ Morisetti (* 9. Oktober 1882 in Chêne-Bourg, Schweiz; † 25. November 1967 in Cannobio) war ein italienischer Radrennfahrer und nationaler Meister im Radsport.

## Sportliche Laufbahn
Morisetti wurde in der Schweiz geboren, kurz nach seiner Geburt zog die Familie Morisetti nach Ghiffa in Italien. Morisetti war Bahnradsportler. Er war Teilnehmer der Olympischen Sommerspiele 1908 in London. Dort startete er in drei Disziplinen. Im Sprint schied er im Halbfinale gegen Clarence Kingsbury aus. In den Rennen über 5000 Meter und 20 Kilometer blieb er unplatziert.
1909 und 1910 siegte er in der nationalen Meisterschaft im Sprint der Amateure. 1911 wurde er Berufsfahrer und kam beim Sieg von Francesco Verri auf den 3. Platz der nationalen Meisterschaft im Sprint. Nach seiner Karriere als Sportler arbeitete er als Fotograf.